# كارل تسيلر (ملحن)
كارل تسيلر (بالألمانية: Carl Zeller)‏ هو ملحن نمساوي، ولد في 19 يونيو 1842 في النمسا السفلى في النمسا، وتوفي في 17 أغسطس 1898 في بادن في النمسا بسبب ذات الرئة.

## وصلات خارجية
- كارل زيلر على موقع IMDb (الإنجليزية)
- كارل زيلر على موقع ميوزك برينز (الإنجليزية)
- كارل زيلر على موقع قاعدة بيانات الأفلام السويدية (السويدية)
- كارل زيلر على موقع ديسكوغز (الإنجليزية)
- كارل زيلر على موقع كينوبويسك (الروسية)